# Triphragmiopsis isopyri
Triphragmiopsis isopyri är en svampart som först beskrevs av Moug. & Nestl., och fick sitt nu gällande namn av Woldemar Tranzschel 1925. Triphragmiopsis isopyri ingår i släktet Triphragmiopsis och familjen Raveneliaceae.   Inga underarter finns listade i Catalogue of Life.